# Хмельков, Дмитрий Александрович
Дмитрий Хмельков (бел. Дзмітрый Аляксандравіч Хмялькоў, род. 22 августа 1998 года, Могилёв, Беларусь) — белорусский гандболист, левый полусредний сборной Беларуси и клуба «Зенит».

## Карьера
Начинал заниматься гандболом в Минске в возрасте 15 лет под руководством Николая Владимировича Жука. Выступал за БГУФК-СКА (Минск) и «СКА-Минск». Трехкратный обладатель Кубка Беларуси, четырехкратный серебряный призер чемпионата Беларуси, серебряный (2023) и бронзовый (2024) призер SEHA - Gazprom League "Дивизион Восток". В составе клуба «Зенит» с 2024 года.
В апреле 2025 года получил штраф на основании решения Комиссии по организации и проведению соревнований ФГР. Было установлено, что в кубковом матче против «Чеховских Медведей» Хмельков участвовал в игре, надев под игровую майку светло-голубого цвета нижнюю нательную майку с длинными рукавами синего цвета, чей цвет отличался от основного цвета игровой формы. 
В сезоне-2024/25 стал чемпионом России в составе «Зенита». В финальной серии из трех матчей команда Хмелькова переиграла ЦСКА: 2-1. В решающей, третьей, встрече (27:23) забросил четыре мяча.  